# Walter Perron (Jurist)
Walter Perron (* 12. Oktober 1956 in Worms) ist ein deutscher Rechtswissenschaftler und emeritierter Professor an der Albert-Ludwigs-Universität Freiburg.

## Leben
Perron studierte Rechtswissenschaften zwischen 1975 und 1981 an der Universität Mannheim und der Albert-Ludwigs-Universität Freiburg.
Seine zweite juristische Staatsprüfung legte er 1983 in Stuttgart ab. Mithilfe eines Promotionsstipendiums des Max-Planck-Instituts, wo er zuvor als wissenschaftlicher Mitarbeiter tätig war, konnte er im Dezember 1986 in Freiburg bei Albin Eser seine Doktorarbeit abschließen. Zu diesem Zwecke hatte er Forschungsaufenthalte in Madrid, Valencia, Saragossa. Es folgte ein weiterer Forschungsaufenthalt an der University of Michigan Law School, Ann Arbor. 1993 habilitierte er sich ebenfalls in Freiburg.
Daraufhin folgte Perron einem Ruf der Universität Konstanz, 1995 wechselte an die Johannes-Gutenberg-Universität Mainz. Seit 2003 hatte er den Lehrstuhl für Strafrecht, Strafprozessrecht und Strafrechtsvergleichung an der Universität Freiburg inne. Von 2006 bis 2008 war er Dekan der rechtswissenschaftlichen Fakultät. Seit 2008 war er Direktor des Instituts für Strafrecht und Strafprozessrecht, Abt. 3 (Deutsches und Ausländisches Strafrecht und Strafprozessrecht). Ende September 2022 trat Perron in den Ruhestand und ist seitdem Professor emeritus in Freiburg.
Perron ist Träger der Otto-Hahn-Medaille der Max-Planck-Gesellschaft und unter anderem Mitglied der Ethikkommission der Universität Freiburg sowie Beirat des Anuario de Justicia de Menores.

## Werke (Auswahl)
- Rechtfertigung und Entschuldigung im deutschen und spanischen Recht. Ein Strukturvergleich strafrechtlicher Zurechnungssysteme, Nomos Verlagsgesellschaft Baden-Baden 1988 (Zugleich: Diss. jur. Freiburg 1986), (auch übersetzt ins Japanische).
- Das Beweisantragsrecht des Beschuldigten im deutschen Strafprozeß. Eine Untersuchung der verfassungsrechtlichen und verfahrensstrukturellen Grundlagen, gesetzlichen Regelungen und rechtstatsächlichen Auswirkungen sowie eine Erörterung der Reformperspektiven unter rechtsvergleichender Berücksichtigung des adversatorischen Prozeßmodells, Duncker & Humblot, Berlin 1995 (zugleich: Habilitationsschrift).
- Der spanische Consejo General del Poder Judicial – Selbstregierungsorgan der richterlichen Gewalt. In: Deutsche Richterzeitung 1983, S. 431–436.
- Auf dem Weg zu einem Europäischen Ermittlungsverfahren? In: Zeitschrift für die gesamte Strafrechtswissenschaft (ZStW) 112 (2000), S. 202–224.
- Schönke/Schröder: Kommentar zum Strafgesetzbuch (Bearbeiter).